# 프레피 룩

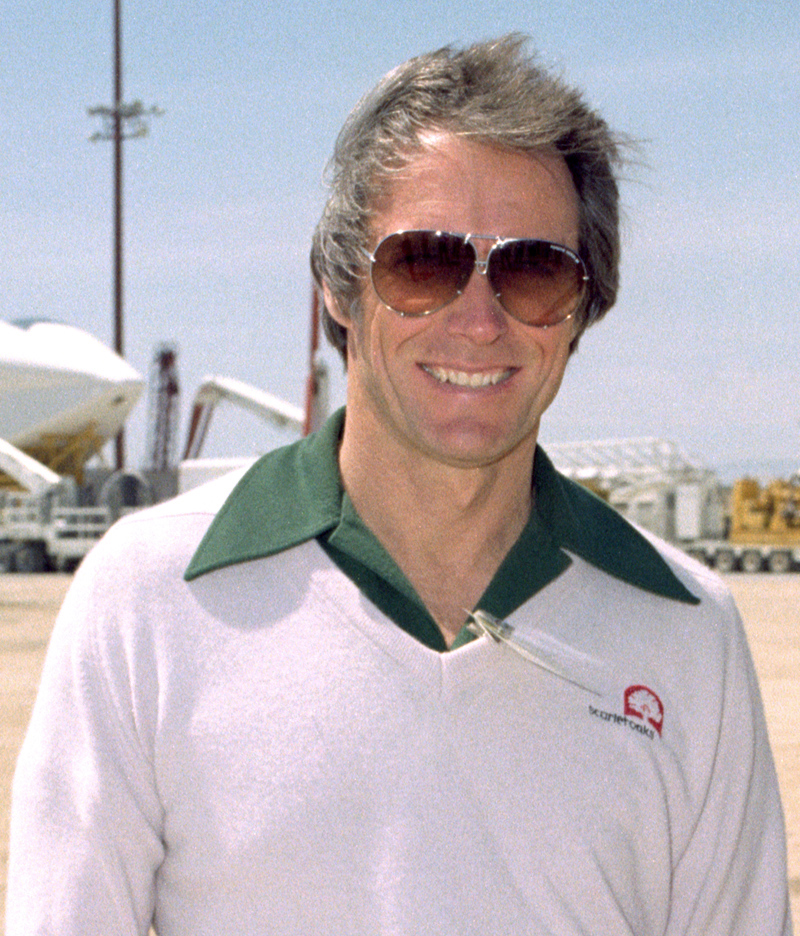

프레피 룩(preppy look)이란 미국 고등학교 학생들의 교복 스타일을 본뜬 패션이다.

## 개략
하버드대나 예일대 등 미국 북동부의 대학에 많은 학생들을 보내는 대입 예비학교를 줄여서 보통 '프렙(prep; preparatory school)'이라고 한다. 프레피 룩이라는 말은 여기서 나왔다.

## 스타일
프레피 룩은 단정한 셔츠와 면바지, 재킷이 기본 구조이다. 베이지색 계열의 치노 팬츠에 버튼다운(button-down) 셔츠와 체크무늬 스웨터를 입고 남색 재킷을 걸치는 식이다. 조끼와 보타이(bow tie: 나비 넥타이)로 멋을 내거나 체크무늬 모자로 개성을 살려도 좋다. 여기에 스웨이드 소재의 로퍼도 무난하게 어울린다. 헌팅 캡이나 서스펜더(=멜빵), 스카프 등을 추가하는 것도 가능하다. 이렇듯 프레피 룩은 누구나 입을 수 있는 스타일이지만 자칫 잘못하면 실제 교복 입은 고등학생처럼 보일 수 있다.

## 같이 보기
- Jock
- 너드
- 교복
- 여피